# Sveta Marina
Sveta Marina (en italien : Santa Marina d’Albona) est une localité de Croatie située en Istrie, dans la municipalité de Raša, dans le comitat d'Istrie. En 2001, la localité comptait 42 habitants.

## Démographie
| 1948 | 1953 | 1961 | 1971 | 1981 | 1991 | 2001 |
| ---- | ---- | ---- | ---- | ---- | ---- | ---- |
| 151  | 118  | 101  | 65   | 52   | 35   | 42   |